# Serapicamptis barlae
Serapicamptis barlae är en orkidéart som först beskrevs av Karl Carl Richter, och fick sitt nu gällande namn av Julian Mark Hugh Shaw. Serapicamptis barlae ingår i släktet Serapicamptis och familjen orkidéer. Inga underarter finns listade i Catalogue of Life.